# Илинден (връх)
Връх Илинден (на английски: Ilinden Peak) е леден връх на остров Гринуич от Южните Шетландски острови в Антарктика. Върхът се издига на надморска височина 620 метра.

## Местоположение
Връх Илинден се намира в Брезнишките възвишения на остров Гринуич. Северните му склонове са полегати, а южните са стръмни, частично свободни от лед, издигащи се над ледника Жеравна.
Разположен е на 1,22 км североизточно от връх Разград, 1,18 км в посока изток-североизток от връх Тертер, 4,1 км южно от нос Ферер, 590 м западно от Момчилов връх и 3,32 км северозападно от нос Сарториус.
Географски координати на връх Илинден: 62°32′08.5″ ю. ш. 59°41′43″ з. д. / 62.535694° ю. ш. 59.695278° з. д.

## Картографиране
Топографското проучване е направено от българската антарктическа експедиция „Тангра“ през 2004/2005 година.
Картографирането е британско от 1968 година и българско от 2009 година.

## Произход на името
Наименуван е в памет на българското Илинденско-Преображенско въстание от 1903 за освобождението на Македония и Одринска Тракия. Наименованието е и във връзка със селищата Илинден и Илинденци в Югозападна България, също наречени в чест на въстанието.

## Карти
- L.L. Ivanov et al. Antarctica: Livingston Island and Greenwich Island, South Shetland Islands. Scale 1:100000 topographic map. Sofia: Antarctic Place-names Commission of Bulgaria, 2005.
- L.L. Ivanov. Antarctica: Livingston Island and Greenwich, Robert, Snow and Smith Islands. Scale 1:120000 topographic map. Troyan: Manfred Wörner Foundation, 2009. ISBN 978-954-92032-6-4